# 아내의 유혹
《아내의 유혹》(영어 : Temptation of Wife)은 2008년 11월 3일부터 2009년 5월 1일까지 방영한 SBS 일일드라마이다. 선술한 작정하지 않고선 짤 수 없는 플롯, 대사, 주인공들 덕분에 저녁 7시대라는 상당히 이른 시간대였음에도 방영 두 달 만에 시청률이 30%를 돌파했고, 전성기인 중반부에 이르러서는 자체 최고 시청률이 무려 37.5%를 찍는 기염을 토했다. 이덕에 칼퇴근을 부르는 드라마로 유명했다. 종영된 지 10여년이 지난 시점에서도 SBS 일일 드라마 중 아내의 유혹의 아성을 뛰어넘는 드라마는 찾을 수 없다. 하지만 후반부에서는 비판 문단에 후술할 내용 때문에 90회 이후 민소희가 재등장하고, 복수가 끝나면서 꾸준히 시청률이 조금씩 하락해 마지막회 시청률 27.6%로 퇴장했다. 평균 시청률은 26.9%을 기록하여 2017년에 폐지된 SBS 일일 드라마 중 유일하게 평균 시청률 20%를 넘는 드라마가 되었다.

## 제작사
- 스타맥스 → 신영이엔씨

## 줄거리
현모양처였던 여자가 남편에게 버림받고 가장 무서운 요부가 되어 예전의 남편을 다시 유혹하여 파멸에 이르게 하는 복수극을 그린 드라마

## 등장 인물

### 주요 인물
- 장서희 : 구은재 / 가짜 민소희 역

구영수와 윤미자의 둘째 딸. 더없이 효녀고 가족에 대해선 맘 약하고 자기 희생정신이 크다. 남편과 시댁을 위해 자신의 모든 꿈과 희망을 쏟아부으며 7년을 살았다. 믿었던 남편의 배신과 친자매처럼 마음을 터놓고 지냈던 친구 애리의 배신으로 만신창이가 된 후 죽음의 고비를 넘어 요부로 다시 태어난다. 현주의 양딸로 신분을 세탁하여 교빈을 다시 유혹하고, 교빈의 식구들과 애리를 철저하게 파멸시킨다. 복수가 끝난 후, 메이크업 아티스트로 성공하여 뷰티샵 사장으로 취임, 건우와 결혼한다.
- 변우민 : 정교빈 역 (1회~129회)

은재의 전남편, 강재의 친구. 돈값과 얼굴값 하느라 엄청난 바람둥이다. 은재를 겁탈하여 결혼하지만, 5년 전 사랑을 나누었던 애리가 세련된 모습으로 돌아오자 다시금 빠져들게 되고 은재에게 크나큰 상처를 주게 된다. 임신한 은재를 바닷물에 끌고 들어가 죽음의 문턱으로 몰아가는 악행을 저지르고 애리와 결혼한다. 민소희라는 여자가 되어 나타난 은재가 자신의 전처인 줄은 꿈에도 모른 채 사랑에 빠지게 된다. 바닷가에서 애리와 같은 선택으로 생을 마감한다.
- 김서형 : 신애리 역 (1회~129회)

은재의 친구이자 강재의 애인, 교빈의 내연녀. 벨라뷰티샵 사장. 은재에겐 더없는 단짝친구처럼 다정했지만 속으론 무서운 신분상승을 꿈꾸는 악녀다. 가난한 강재에게 만족하지 못하고 교빈을 처음부터 맘에 두고 있었다. 부잣집 며느리가 된 은재를 질투하여 교빈을 유혹하고, 결국 은재의 가정을 파탄 내는 엄청난 짓을 저지른다. 다시 돌아온 은재에게 가정과 회사를 모두 뺏기고, 되찾기 위해 발악하지만 결국 암에 걸려 자살한다.
- 이재황 : 민건우 역

건축설계사, 민현주 여사의 양아들. 고아로 불우하게 자라다 민여사에게 입양되었다. 양동생 소희가 사랑한다는 사실을 알고부터는 소희에게 더없이 냉랭하게 대한다. 소희가 사라진 후, 죄책감으로 괴로워하지만 은재를 만나 운명적인 사랑에 빠지게 된다. 교빈의 회사에서 일하며 은재의 아픔을 따뜻하게 감싸주며 복수를 돕는다. 살아 돌아온 소희에 의해 갈등을 겪지만 은재와 결혼한다.

### 은재의 집
- 김용건 : 구영수 역

은재의 아빠, 고속도로테잎 메들리 가수. 가수를 하겠다고 집안에 있는 돈을 시도때도 없이 가져다 썼지만 결국은 나이트 클럽에서 노래나 부르는 빈털터리 처지. 현주의 사업장이 있는 건물의 경비실장으로 일한다. 애리의 부모가 죽자 재가하자 애리를 맡아 키웠다.
- 윤미라 : 윤미자 역

은재의 엄마, 전통적인 한국 엄마. 음식 솜씨가 좋아 현주의 요리도우미로 취직한다. 은재의 원수인 애리를 증오하나 애리가 위암에 걸렸다는 사실을 알게 되자 진심으로 슬퍼한다.
- 최준용 : 구강재 역

은재의 오빠, 구영수와 윤미자의 첫째 아들. 엄마도 아빠도 닮지 않은 별난 성격의 소유자. 한 집에서 같이 자란 애리를 사랑했고 결혼까지 약속한 사이였으나 가난을 이유로 버림받는다. 이후에도 똑 부러지지 못한 태도로 애리에게 이용당한다. 자신을 따라다니는 교빈의 고모인 하늘에게 애정을 느끼게 되고 전통혼례를 올린다.

### 교빈의 집
- 김동현 : 정하조 역

교빈의 아버지. 현재는 그럴싸한 회사(천지건설)를 차려 회장 소리를 듣지만 결국 집 장사가 주업인 졸부다. 현주의 아버지가 자신을 인정하지 않자 젊었을 때 자신을 먹여 살리고 대학까지 뒷바라지한 첫사랑 현주를 배반하고 도망쳐 지금의 재산을 이뤘다. 현주와의 사이에서 낳은 딸 하늘을 자신의 여동생으로 키운다.
- 금보라 : 백미인 역

교빈의 어머니, 허파에 바람 든 사치스런 여자. 교양 없고 무식하다. 며느리 은재에게는 우아하게 요리와 꽃꽂이를 강요하면서, 정작 자신은 친구들과 대낮부터 화투판을 벌이며 노닥거리는 이중적인 성격. 애리에게 휘둘려 은재를 내쫓는 데에 일조한다. 하조와 현주의 관계를 알고 배신감을 느끼며 하늘을 사랑의 집에 버리는 만행을 저지른다.
- 오영실 : 정하늘 (본명 : 정별님) 역

은재의 시고모지만 실은 하조가 현주와의 사이에서 낳은 딸 별님이다. 지적장애인으로 10살 정도의 지능의 소유자. 집안 식구들 중 은재를 가장 좋아하며 은재를 내쫓은 애리에게 적대심을 품고 있다. 은재를 핑계로 강재를 쫓아다니며 공개 프로포즈 끝에 강재와 결혼에 골인한다.
- 송희아 : 정수빈 역

교빈의 여동생이며, 은재의 여고 후배이자 시누이. 은재에게 호감을 가지고 있으며 유일하게 집안에서 바른 말을 하는 사람이다.
- 정윤석 : 정니노 역

애리와 교빈의 아들. 복숭아 알르레기를 가지고 있다. 교빈의 집으로 다시 들어온 은재에게 반항했었지만 받아들인다. 부모님의 죽음 소식 들은 니노는 고아가 되는 슬픈 결말을 맞이하게 된다.

### 건우의 집
- 정애리 : 민현주 여사 역

민뷰티샵 사장, 천지건설 회장. 소희, 하늘의 친모이자 건우와 은재의 양모. 여자 혼자서 뷰티샵을 일으켜 세운 여장부다. 사업적인 면에선 누구보다 냉정하지만, 한번 마음을 주면 더없이 따뜻하고 인정도 많다. 자신을 배신한 하조에게 적대감을 안고 은재를 자신의 딸로 삼아 복수를 돕는다. 자신의 딸 별님이 살아있는 것을 알고 경악한다.
- 채영인 : 민소희 역

민현주 여사의 외동딸, 민현주 여사의 양아들 건우를 좋아했으나 완강한 건우의 태도에 처지를 비관하며 은재가 교빈에 의해 바닷가에 빠진 날, 바닷가에서 자살을 시도한다. 극 후반부에 살아돌아와 자신의 이름으로 복수를 한 것도 모자라 건우의 연인이 된 은재를 괴롭힌다. 애리와 손을 잡지만 자신의 이기적인 사랑을 되돌아보며 애리를 배신하고 건우를 떠난다.

### 그 외 인물
- 정다영 : 김지수 역

교빈이 은재의 아이를 유산시키기 위해 데려간 속초의 산부인과 간호사. 교빈이 은재를 살해하는 장면을 폰으로 찍어 교빈 부부에게 협박하며 1억을 요구한다. 애리가 감금시킨 정신병원에서 탈출하고 하조를 협박하여 3억을 받지만, 은재에 의해 기부하게 된다. 후에 강재에게 은재가 죽지 않았음을 알려준다.
- 홍여진 : 이 여사 역

현주의 친구. 소희의 생전 모습을 기억하고 은재가 현주의 친딸이 아니라는 사실을 미끼로 현주와 애리 사이를 오가면서 협박을 일삼아 돈을 챙긴다.
- 운기호 : 윤 비서 역

하조의 비서. 천지건설이 넘어가자 현주의 비서로 재취직한다.
- 김선화 : 논산댁 역

하조네 가사 도우미로 은재와 함께 집안 일을 맡아한다. 미인이 은재를 괴롭히기 위해 의도적으로 쫓아내며 극에서 하차하였다. 교빈의 맞선녀 엄마 역할로 재등장한다.
- 윤서현 : 도박꾼 역

은재가 교빈의 재산을 뺏기 위해 매수한 도박꾼. 은재의 복수를 돕고 사례금을 거부한다. 교빈에게 모르쇠로 일관하며 은재에게 끝까지 의리를 지킨다.
- 이숙 : 미인의 친구 역

미인의 화투판 친구. 미인과 함께 집에서 자주 화투를 치다 하조에게 몰매를 맞는다.
- 고유미 : 박 실장 역

벨라뷰티샵 실장이자 애리의 심복. 
- 임일규 : 박 형사 역
- 정종현 : 정육점 주인 역
- 김홍표 : 의사 역
- 민준현 : 약사 역
- 윤종원 : 퀵서비스 역
- 기연호
- 김미연
- 김동균
- 김신록
- 홍성숙
- 진건
- 박우열
- 김유철 : 정교빈의 집을 찾아온 형사
- 원종례
- 전진기

### 특별출연
- 박상철 : 박상철 역

영수의 후배 가수. 영수의 차례에 무대에 올라가 '무조건'을 부르다 영수에게 얻어맞는다. 영수에게 합의금으로 1억을 요구한다.
- 서권순 : 서권순 회장 역

세화 화장품의 회장. 은재와 애리의 계약 파기로 인해 90억을 챙긴다. 은재와 애리의 메이크업 경연에 심사위원으로 참석한다.
- 김정국 : 맞선남 역

하조의 재산을 욕심내어 하늘과 맞선을 본 속물남. 강재로부터 주먹 세례를 받고 퇴장한다.
- 민성욱 : 사채업자 역

은재의 땅문서를 몰래 빼돌린 애리를 상대하는 사채업자.
- 이승형 : 신애리 부 역

애리의 아버지. 애리의 실수(인형을 던짐)로 인해 빗길에서 교통사고를 당하여 죽는다.
- 오아랑 : 신애리 모 역

애리의 어머니. 교통사고로 남편과 함께 죽는다. 애리가 은재를 미워하며 악녀로 변해갔는지에 대한 상흔을 설명하기 위해 투입된 인물.
- 민서현 : 모델 역

메이크업 경연에서 은재의 모델이었으나, 파리에서 온 메이크업 아티스트를 소개해준다는 애리의 꾐에 넘어가 메이크업 경연에 나타나지 않는다.
- 김기만 : 라디오 MC 역
- 김정하 : 교빈의 엄마 역
- 정지순 : 본 부장 역
- 송민형 : 교빈의 아빠 역
- 故 박병선 : 교빈의 부장 역

## 시청률
- AGB닐슨 미디어리서치에 따르면, 12.0%의 시청률로 출발한 아내의 유혹의 최고 시청률은 37.5%(2009년 2월 19일), 마지막회 시청률은 27.6%이다.[1]
- 13주 동안 주간 전체 시청률 1위를 차지했으며 연속 16주 동안 일일드라마 1위 자리를 지켰다. 평균 시청률은 26.9%[2]로 역대 일일 드라마 순위에서 14위를 차지했으며, 역대 SBS 일일드라마 중에서 1위를 차지했다.[3]

## 결방 사유
2009년
- 1월 26일 : 설 특집 <스타주니어쇼 붕어빵> 편성으로 인한 결방

## 연장
- 2009년 3월 3일 : 아내의 유혹의 방송 분량이 120부작에서 9회 연장되어 129부작으로 변경되었다.[4]

## 수상 경력
- 2009년 SBS 연기대상 10대 스타상, 대상 장서희
- 2009년 SBS 연기대상 연속극부문 남자 연기상 변우민
- 2009년 SBS 연기대상 연속극부문 여자 연기상 김서형
- 2009년 SBS 연기대상 연속극부문 남자 조연상 최준용
- 2009년 SBS 연기대상 아역상 정윤석
- 2009년 SBS 연기대상 뉴스타상 오영실
- 2008년 SBS 연기대상 뉴스타상 채영인

## 참고 사항

### 캐스팅
- 전작 드라마의 흥행 실패로 인해 중국에서 활동해 온 장서희의 복귀작이었다.[5] 장서희는 해당 작품에 앞서 SBS <그 여자가 무서워>의 여주인공 역에 거론되었으나 이전 작품과 이미지가 비슷할 것을 우려해 거절한 바 있다.[6]
- 김서형은 당초 구은재 역으로 캐스팅되었으나 고위 관계자들의 반대와 장서희의 캐스팅으로 인해 신애리 역을 맡게 되었다.[7]
- MBC <그래도 좋아!>에서 김순옥 작가와 인연을 맺은 고은미는 신애리 역을 제안받았으나 제작이 취소된 드라마에 출연하느라 거절할 수 밖에 없었다.[8]

### 이모저모
- 방영 당시 누리꾼들이 뽑은 막장 드라마 3위에 선정되었으며[9] 종영이 7년 지난 2016년에도 '시청자들이 뽑은 막장드라마' 2위에 선정되었다.[10]
- 은재가 교빈에게 복수하기 위해 점을 붙이는 설정이 화제가 되어 드라마 자체가 온라인에서 패러디 소재로 큰 인기를 끌었다.[11]
- 정교빈이 노숙자 신세가 된 장면이 KT의 새 유선통합서비스 브랜드 '쿡(QOOK)' 광고에 '집나가면 개고생이다'라는 문구와 함께 삽입이 되어 웃음을 자아냈다.[12]
- 출연진들이 드라마 OST 곡들을 직접 불러 화제가 되기도 했다.[13][14] 장서희는 <김정은의 초콜릿>에 출연하여 OST인 '용서 못해'를 불렀다.[15]
- 드라마의 인기에 힘입어 TV 홈쇼핑 매출이 크게 늘었는데, CJ홈쇼핑에 따르면 <아내의 유혹> 방영을 시작한 2008년 11월 3일부터 2009년 2월 6일까지의 평일 오후 7시~8시 사이의 매출은 평균 25%가량 상승했다.[16]

### 논란
- 76회, 78회에 등장했던 결혼 혼수 예물인 보석 세트가 진품이었음에도 불구하고 극 중에서 가짜로 설정되어 논란을 빚었다. 방송에 등장한 것과 동일한 제품을 구입한 시청자들은 해당 드라마에 보석을 협찬한 회사에 반품을 요구했고, 이에 협찬사는 본의 아니게 피해를 보게 되었다. 제작진은 뒤늦게 사과문을 게재하였다.[17]
- 교빈이 비서를 껴안는 선정적인 장면을 방영하여 방송이 시작된 지 3주 만에 방송통신심의위원회로부터 '권고' 조치를 받았다.[18]
- 2009년 3월, 가족 시청 시간대 방송되는 프로그램으로써 불륜, 납치, 과도한 고성과 욕설, 폭력 등의 내용을 과도하게 담았다는 이유로 방송통신심의위원회로부터 '경고' 조치를 받았다.[19]
- 2009년 4월, 소설가 정혜경은 해당 드라마의 민현주-정하늘의 설정 등 스토리 라인이 자신의 소설인 <야누스의 도시>와 유사하다며 표절 사실을 인정할 때까지 법적으로 대응할 것이라고 밝혔다.[20] 2014년, 정혜경은 "당시 법에 호소하였으나 재판받을 기회조차 없었다"라고 말하였다.[21]
- 2009년 4월 초 초기 제작사였던 '스타맥스'의 출연료 미지급 등으로 프로그램 제작에 차질이 생길 것으로 우려하여 외주제작사를 신영이엔씨로 바꾸었으나[22] 실상은 신영이엔씨에서 스타맥스를 인수합병한 것으로[23] 알려졌다.
- 지나친 우연과 억지스러운 설정의 남발, 진짜 민소희(채영인)가 살아 돌아오고 난 후의 지지부진한 전개로 시청자들의 비난을 받았다.[24]

### 종영 후
- 종영에 가까워질 수록 개연성이 떨어지는 이야기 구조와 한층 복잡해진 인물 관계, 지나치게 자극적인 내용, 뻔한 복수극의 무한 반복 등이 지적되며, 인기가 차츰 수그러들었다.[25]
- 종영 일주일 전에 결말이 유출되었지만, 재촬영 없이 그대로 방영을 하였다.[26]
- 중국에서 폭발적인 인기를 끌었으며[27] 장서희는 이 드라마의 인기로 제12회 상하이 국제 영화제에서 한류스타상을 수상하였다.[28]
- 2011년 중국에서 <회가적유혹>이라는 제목으로 리메이크되었으며 주연은 추자현이 맡았다.[29]

## OST
아내의 유혹 / Temptaion of Wife O.S.T., SPECIAL, REMIX, BEST & REMIX 등 총 4종의 음반이 발매되었다.

### 음악팀 Music Staff
- 음악총지휘 : 유영선
- 작곡 : 유영선, 박혜연, 정인수, GUSU, 이용규
- 작사 : 유영선, 이경
- 편곡 : 유영선
- 프로그래밍 : 한재호, DJ HYO, 심재건, 김덕성
- 노래 : 차수경, 강우진, 정가윤, 김혜정, 진미령, 장서희, 김서형, 이재황, 최준용, 채영인, 김용건
- 연주 : 유영선과 커넥션 Yoo Young Sun & The CONNEXION
- 음악효과 : 한도환
- 기획 제작 : 쿠키엔터테인먼트

### Vol. 1. 아내의 유혹 OST
1. TEMPTATION (Instrumental) - 유영선과 커넥션
2. 용서 못해 <Theme Song> - 차수경
3. 못된 바램 <Love Theme> - 차수경
4. 그대만 보여요 - 차수경
5. 용서 못해 <Ballad> - 차수경
6. LET IT BE - 차수경
7. 끝까지 - 강우진
8. 용서 못해 <Tango> - 김혜정 [Special Guest]
9. 가잖아 - 진미령 [Special Guest]
10. AUTUMN SONG <Instrumental> - The STRINGS
11. 용서 못해 <Main Theme> (Instrumental) - 유영선과 커넥션
12. 못된 바램 (Instrumental) - 유영선과 커넥션
13. 용서 못해 <Ballad> (Instrumental) - 유영선과 커넥션
14. 용서 못해 <Tango> (Instrumental) - 유영선과 커넥션

### Vol. 2. 아내의 유혹 Special
1. TEMPTATION <Art Rock> (Instrumental) - 유영선과 커넥션
2. 못된 바램 <건우 Pop Rock> - 이재황
3. 용서 못해 <은재 Ballad> - 장서희
4. 묻어버린 아픔 (원곡:김동환) <강재> - 최준용
5. 슬픈 인연 (원곡:나미) <건우> - 이재황
6. 못된 바램 <소희 Ballad> - 채영인
7. 용서 못해 <건우 Ballad> - 이재황
8. 날 위한 이별 (원곡:김혜림) <은재> - 장서희
9. 내 마음 갈 곳을 잃어 (원곡:최백호) <아빠의 노래> - 김용건
10. 못된 바램 <건우 Ballad> - 이재황
11. 용서 못해 <은재 Theme> - 장서희
12. 슬픈 인연 <건우 Lounge> - 이재황
13. 못된 바램 <소희 Pop Rock> - 채영인
14. TEARS OF THE ANGEL <Piano Solo> - 이호준
15. 용서 못해 <Rock> - 차수경
16. LET IT BE <Ballad> - 강우진
17. 가잖아 <Ballad> - 정가윤
18. FAMME FATALE <To Be Continued> - 유영선과 커넥션

### Vol. 3. 아내의 유혹 REMIX
1. 용서 못해 (DJ HYO Vocal Trance Mix) - 차수경
2. 못된 바램 (DJ HYO Vocal Trance Mix) - 차수경
3. 용서 못해 (DJ HYO Latin House Mix) - 차수경
4. 못된 바램 (DJ HYO Electro House Mix) - 이재황
5. 용서 못해 (DJ HYO Vocal Trance Mix) - 장서희
6. 슬픈 인연 (DJ HYO Commercial Trance Mix) - 이재황
7. 못된 바램 (DJ HYO Vocal Trance Mix) - 채영인

### Vol. 4. 아내의 유혹 BEST & REMIX - 2CD
1. DISC 1. 아내의 유혹 BEST - BEST OF THE BEST
  1. Temptation Of Wife (Instrumental) – 유영선과 커넥션
  2. 용서 못해 (Metallic) - 차수경
  3. 못된 바램 (민건우 Version) - 이재황
  4. 그대만 보여요 (Love Song) - 차수경
  5. 꽃밭에서 (신애리 Ballad) - 김서형
  6. 용서 못해 (신애리 Rock) - 김서형
  7. 못된 바램 (Acoustic) - 차수경
  8. 슬픈 인연 (민건우 Ballad) - 이재황
  9. 묻어버린 아픔 (구강재 Ballad) - 최준용
  10. 용서 못해 (Argentine Tango) - 차수경
  11. LET IT BE (Acoustic) - 차수경
  12. 용서 못해 (Acoustic) - 차수경
2. DISC 2. 아내의 유혹 REMIX - REMIX OF THE BEST
  1. 용서 못해 (Vocal Trance) Dj Hyo Mix - 차수경
  2. 못된 바램 (Vocal Trance) Dj Hyo Mix - 차수경
  3. 용서 못해 (Latin House) Dj Hyo Mix - 차수경
  4. 못된 바램 (Electro House) Dj Hyo Mix - 이재황
  5. 용서 못해 (Vocal Trance) Dj Hyo Mix - 장서희
  6. 슬픈 인연 (Commercial Trance) Dj Hyo Mix - 이재황
  7. 못된 바램 (Vocal Trance) Dj Hyo Mix - 채영인

## 경쟁 프로그램
- 그분이 오신다 (MBC)
- 태희 혜교 지현이 (MBC)

## 같이 보기
- 유리 가면 (tvN)
- 인어 아가씨 (MBC)
- 뻐꾸기 둥지 (KBS2)
- 왔다! 장보리 (MBC)